# Florent Emilio Siri

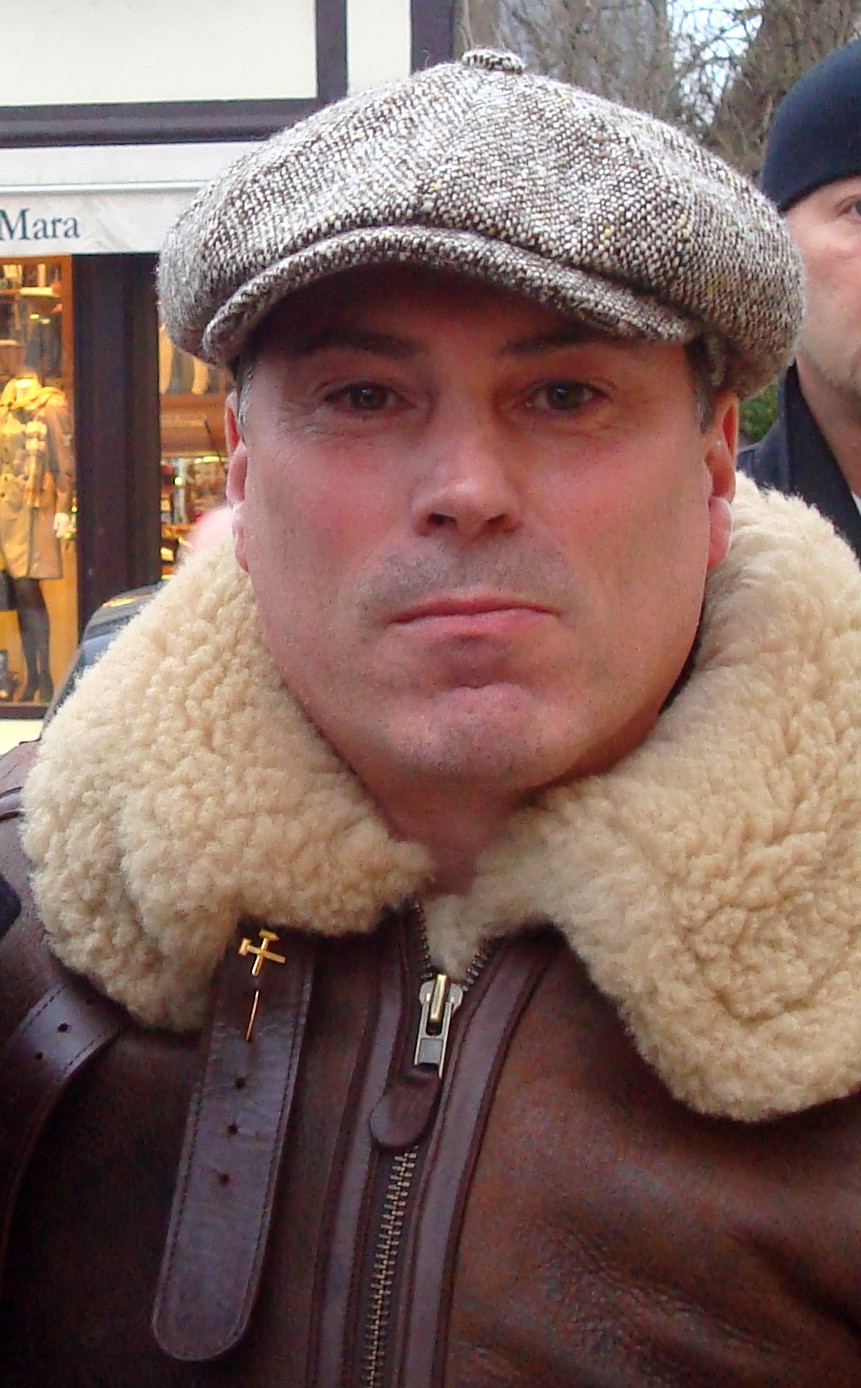
Florent-Emilio Siri (2010)

Florent-Emilio Siri (* 2. März 1965 in Saint-Avold, Lothringen, Frankreich) ist ein französischer Filmregisseur und Drehbuchautor.

## Leben
Florent-Emilio Siri wurde als Sohn eines Italieners, der in Freyming-Merlebach arbeitete, geboren. Er studierte an der Sorbonne, an der École supérieure de réalisation audiovisuelle, wo er unter anderem unter Jean-François Tarnowski und Eric Rohmer sein Handwerk lernte, und machte 1988 seinen Abschluss. Mit dem Drama Ende der Geduld debütierte Siri 1998 sowohl als Regisseur als auch als Drehbuchautor. Die Geschichte um den Industriearbeiter Marek, gespielt von Benoît Magimel, stellt eine Hommage an seinen Vater dar. Zwischen 1991 und 2000 zeichnete sich Siri auch als Regisseur für über 30 Musikvideos aus. Nachdem 2002 sein zweiter Film, der Actionthriller Das tödliche Wespennest, in die Kinos kam, wurde er mit der Regie des Hollywoodthrillers Hostage – Entführt beauftragt. In dieser Geschichte befreit die Figur des Jeff Talley, gespielt von Bruce Willis, seine Kinder aus der Geiselhaft.

## Filmografie (Auswahl)
- 1998: Ende der Geduld (Une minute de silence)
- 2002: Das tödliche Wespennest (Nid de guêpes)
- 2005: Hostage – Entführt (Hostage)
- 2007: Intimate Enemies – Der Feind in den eigenen Reihen (L’Ennemi intime)
- 2012: My Way – Ein Leben für das Chanson (Cloclo)
- 2016: Marseille (Fernsehserie)